# グランド・セフト・オート・チャイナタウンウォーズ
『グランド・セフト・オート・チャイナタウンウォーズ』（英名:Grand Theft Auto: Chinatown Wars）は、アメリカのロックスター・ゲームス社（開発元はロックスター・ノース社とロックスター・リード社）から2009年に発売されたオープンワールド型クライムアクションゲームである。グランド・セフト・オートシリーズの第10作目となるスピンオフ作品。PSP版の発売は前作のスピンオフ作品『グランド・セフト・オート・バイスシティ・ストーリーズ』以来3年ぶりである、オープンワールド型クライムアクションゲーム。略称は『GTA:CTW』『GTA:CW』『グラセフ チャイナタウン』。
2009年3月17日にニンテンドーDS用ソフトとして北米で発売された。
日本では2009年10月29日にサイバーフロントよりDS版が発売された。
北米では2009年10月20日にPlayStation Portable版も発売された。
日本でも2010年3月11日に発売された。

## 概要
システムは2008年発売の『グランド・セフト・オートIV』とほぼ同じであるが、2作目以前の作品や『グランド・セフト・オート・アドバンス』と同様の見下ろし型の視点である。ただし、旧作のように常に真上からではなくやや斜めに見下ろす視点であり、必要に応じてカメラが移動、回転するといった改良点もある。容量の都合でイベントシーンはムービーではなく静止画とテキストで進行する。
また、時系列は『グランド・セフト・オートIV』から翌年の出来事である。
デフォルメされながらも3DCGで描かれた『GTAIV』版のリバティーシティが舞台。オルダニーが登場しない等の差異がある。主人公は中国、香港出身の男性のホァン・リー。日本で発売されたのDS用ソフトでは初にして唯一CEROのレーティングがCERO:Z（18才以上のみ対象）に区分されるソフトとなった。
DS版では同機の機能であるタッチペンやマイクを使用するアクションが多く盛り込まれており、タッチペンを使って盗んだ車の配線を繋いでエンジンをかけたり、マイクを使ってタクシーを呼んだりと、ニンテンドーDS独自の操作を盛り込みながらも、GTAシリーズの雰囲気を活かした作品となっている。またニンテンドーWi-Fiコネクションを使って通信対戦や協力プレイ、メッセージのやり取りなどが可能。
PSP版ではハードのスペックを活かし、グラフィックの質が向上している。反面、DSならではのタッチペン等を使った操作は全てボタン操作で行なわなければならなくなった。
今回は資金稼ぎに「ブツの取引」が用意され、高級品から低級品を街の至る所に存在する売人から購入したり売人に転売したりして収入を得る事ができる。時に売人からの極秘情報によりブツを格安で大量の販売や欲しいブツを高値で買い取るというチャンスもあり、それを利用して儲ける事ができる。なお今作では取引で大金を稼ぐ事ができる為、メインを含むミッションの報酬は少ない。ちなみにあまりにも大きな取引（ブツを大量に購入・売却）をすると、たまに警察によるガサ入れに遭遇して指名手配される。また、売人に接触する前に警官が近くにいると、売人が逃げ出して取引ができなくなる。
武器の販売はネット販売の形式で行われ、注文すると最寄りのアジトに届けられるが他のGTAシリーズに比べると販売の性質上、少々手間取る形である。
武器は他にもトライアドが用意した赤いゴミ集積ボックスの中を探して隠されている武器を入手といった方法もある。

## メインストーリー
時は2009年のリバティーシティ…。
ホァン・リーは中国マフィア「トライアド」の構成員であると同時にトライアドのボスを父に持つ御曹司であり、幼少のころから何不自由なく育てられた。
そんな折、父親が何者かに暗殺されたという報せを受ける。新しく家長となった叔父のケニー・リーに一族がトライアドを率いる証である「ユウ・ジアン」という剣を届けるよう頼まれ、クーロンから単身リバティーシティに渡ったホァンだが、空港に着いた途端強盗からの襲撃を受け、殺されかけた挙句ユウ・ジアンを奪われてしまう。
強制的にアメリカ最悪の街、「リバティーシティ」の闇の裏世界へ巻き込まれる形となったホァンは、ユウ・ジアンを取り戻し、父親の仇を討つために立ち上がるのだった。

## 登場車両
本作の車両は角を曲がる際にウインカーが自動で点灯するようになっている。

### セダン・ステーションワゴン
ADMIRAL 
CHAVOS 
COGNOSENTI 
INGOT 
PERENNIAL 
SULTAN 

### スポーツ・マッスルカー
BANSHEE 
BLISTA 
BUCCANEER 
COMET 
DUKES 
HELLENBACE 
INFERNUS
MANANA 
PEYOTE 
SABRE GT 
STALLION
SULTAN 
TURISMO 
VOODOO

### 改造車
CITYSCAPE 
MK GT9 
RESOLUTION X 
STYLE SR 
500 XLR8

### SUV・ピックアップ
BOBCAT 
2ドアのピックアップトラック。
CAVALCADE 
4ドアのSUV。
CAVALCADE FXT 
CAVALCADEのピックアップトラック版のSUT。
PATRIOT 
ハマーをモチーフにした4ドアのSUV。
防弾PATRIOT
PATRIOTの防弾モデル。色はダークグレーで固定。

### 商業車
ALPHA MAIL 
ANGEL (バン) 
BURRITO 
Flatbed 
TANKER 
YANKEE 

### 政府車両
AMBULANCE
救急車。
FIB RANCHER 
FIBの覆面パトカー。乗るとショットガンとその弾5発が手に入る。
FIRE TRUCK 
消防車。
NOOSE ENFORCER 
N.O.O.S.E.の輸送車両。乗るとショットガンとその弾5発が手に入る他、防弾チョッキも手に入る。
POLICE PATROL
パトカー。乗るとショットガンとその弾5発が手に入る。
RHINO
戦車。川や海に落ちると脱出の為ハッチを解放するミニゲームが始まる。

### その他
BAGGAGEE HANDLER 
フランシス国際空港の空港荷物運搬車。
BULLDOZER 
ホイールローダー。
BUS 
バス。
CABBIE 
タクシー。タクシーミッションで金メダルを獲得すると全タクシーが防弾仕様になる。
DRAGON WAGON 
龍の飾りが特徴のデリバリーバン。
FORMULA R 
フォーミュラ1カー。一人乗り。
GO KART 
ゴーカート。一人乗り。
HEALSE 
霊柩車。二人乗り。
LIMO
リムジン。

### バイク
ANGEL
CHOPPER 
NRG 900 
SANCHEZ 

### 船、ボート
COAST GUARD LAUNCH 
COAST GUARD DINGHY 
DESTROYER 
DINGHY 
JETMAX 
REEFER
SQUALO 
WET SKI 
ZHOU BOAT 
Speeder

## 登場人物
ホァン・リー（Huang Lee）
本作の主人公で、トライアドの若き構成員。父親はトライアドのボスを務めており、幼少のころから何不自由なく育てられてきたが、その父親を何者かに暗殺されている。何事もなく終わると思っていたユウ・ジアンを届けるという任務で思わぬ襲撃を受けてユウ・ジァンを奪われたことをきっかけにリバティーシティの暗部へと足を踏み入れる事となるが、後に実の叔父にしてすべての黒幕のケニーに最初から利用され、偽情報を疑いもせずに信じきって自身に信頼を寄せていた無実のチャンとチョウをも手に掛けてしまう。その後、全てを知ったことで叔父へ亡き父の復讐を果たし、シンに組織の真の後継者と見い出される。
ケニー・リー（Wu "Kenny" Lee）
亡きホァンの父親に代わってトライアドの一部であるリー一族の家長を務めているホァン・リーの叔父。性格は強欲で、かなりの野心家である。また、趣味はカンフー映画とポルノ鑑賞で、フォーチュンクッキーの言葉とダブルスーツを好み、支払いは常に現金でするという時代遅れな一面も持つ。ホァンの父を暗殺し、更にはユウ･ジアン強奪を命じてホァンから奪い取る。その後、トライアドの後継者争いで苦境に立たされ、何としてもボスの座を手にする為にホァンを利用する。終盤では偽情報でチャンとチョウに濡れ衣を着せてホァンに始末させ、更にはシンも殺害してトライアドを乗っ取ろうと画策するが、最後は全てを知って激昂したホァンに殺害された。
リン・シャン（Ling Shan）
ケニーの部下である女構成員。かなりの美貌ながらマーシャルアーツの達人としてあらゆる格闘技の心得を持っており、その強さもあってケニーの警備主任を担当している。また、弟がおり、組織内の活動では姉弟でコンビを組んでいた。リバティーシティに足を踏み入れたホァンに生き残るための格闘スキルを伝授するが、直後にチンピラの凶弾に倒れて死亡する。
シン・ジャオミン（Hsin Jaoming）
現在のトライアドのボス。その豪腕で20年以上もトライアドを統率してきており、高圧的な態度が目立つ。引退を控えた今は自身の後継者として相応しい野心と知性を兼ね備えた人物を探していたが、終盤ではケニーの凶刃に倒れて瀕死の重傷を負う。その後、ホァンに組織の後を任せ、自身は警察に逮捕された。
チャン・ジャオミン（Chang Jaoming）
シン・ジャオミンの息子で、シンの後継者候補の一人。女たらし且つ麻薬好きで、口先ばかりが大きく、思慮深さも用心深さも無いというシンが求めているような人物とは程遠い無能だが、ボスの息子ということもあって当の本人は自身が後継者になれると確信している。また、数年間にわたってセラピストによる治療を受けている。同じ権力者の息子であるホァンを友人と呼び、自分と共に働くように呼び掛ける。その後、ケニーが仕掛けた偽情報によりトライアド内の裏切り者という濡れ衣を着せられ、ホァンに潔白を訴えかけるも偽情報を信用していた彼からは耳を貸して貰えず、最後は逃走を図ったところをホァンに殺害される。
チョウ・ミン（Zhou Ming）
トライアドの幹部。自己中心的且つ冷酷で、自分の古い友人に手をかけて心臓を取り出すという残虐な行為すら顔色一つ変えずにやってのける。また、大胆不敵な策士として頭がキレるため、新参者でありながらシンの後継者候補のダークホースと囁かれている。ライバルのチャンと共に行動しているホァンに目を付けており、彼に仕事の依頼を持ちかける。その後、チャンと同様に偽情報に踊らされたホァンに襲撃され、大勢のボディガードと搭乗していたヘリコプターで迎え撃つが、ボディガードを全員倒された挙句にホァンが放ったロケットランチャーによりヘリコプターを撃墜されて死亡する。
ウェイド・ヘストン（Wade Heston）
LCPD（リバティー市警）の麻薬捜査官。自身も麻薬中毒者故に真っ当な警官ではないため、麻薬中毒者だけでなく、IAD（内務調査班）にも目を付けられている。自身とホァンの二人を狙うFIBのスパイを見つけ出すためにホァンと手を組み、やがては意気投合していき、最後はホァンと共にケニーを倒す。その後、駆け付けた警察やFIBにシン達が逮捕されていく中でホァンだけは見逃すように取り計らう。
レスター・リロック（Lester Leroc）
トライアドと協力関係にある私立探偵。麻薬流通ルートに詳しく、バイクやドーナツ、ビールや女に目が無い。また、シンの依頼で「デス・エンジェルズ」というギャングに潜入するため、エルヴィス・プレスリーのような格好をしている。ホァンに散々尻拭いをしてもらいながらも「デス・エンジェルズにユー・ジァン強奪の犯人はいない」という情報だけを突き止め、彼に報告した。
ルディ・ダヴァンゾ（Rudy D'Avanzo）
イタリア系のギャング。物事を素早くこなし、仕事をするにも率直だというほどに真面目だが、実は女装癖があり、ホァン以外の者の前では女口調で話している。ジミー・カプラを始末する為にホァンを利用しようと画策し、「カプラが自身とトライアドの両方を脅かすFIBのスパイである」という偽情報をホァンに伝えることで彼を協力者にしたが、最後は事実を知ったホァンに殺害される。
シン・シャン（Xin Shan）
ある条件を満たした場合に現れるトライアドの一員で、ケニーの部下だが、実は物語の初期に殺されたリンの弟である。ホァンを負け犬と挑発して呼び出し、無茶苦茶な仕事を依頼するが、後に警察に刃向かう行動により瀕死の重傷を負ってしまう。その後、駆け付けたホァンに救われ、姉が最期を迎えた同じ場所まで連れて行ってもらうが、そこでホァンがいながらチンピラに姉が殺された事を逆恨みの感情で彼に対して復讐するつもりであったことを告白し、最後はホァンに看取られながら息を引き取る。

## 登場するマフィア・ギャング
トライアド（Triad）
『GTA』、『GTAIII』、『GTA AD』、『GTA VC』、『GTA LCS』、『GTA SA』、『GTAIV』三部作、『GTAV』とシリーズ全般にわたって登場する中国系マフィアで、リバティーシティのチャイナタウン全域を取り仕切っている。本拠地は香港の九龍。ボスはホァン・リーの父親だったが何者かに暗殺されてしまったため、現在は最年長の古株であるシン・ジャオミンが束ねている。そのシンも引退が近付いており、現在は後継者争いが勃発している。
トライアドの構成員であるリー一家の家長は、「ユウ・ジアン」と呼ばれる剣を所有するのが伝統となっている。この剣は何代にも亘って受け継がれてきた一家のシンボルとされているが、実際はホァンの父親がカード賭博で勝った際に手に入れた代物にすぎず、ユウ・ジアンを受け継ぐという伝統もその際に彼が思いついたものである。
サンアンドレアス州のサンフィエロにも支部を持ち、ウージームー率いる「マウンテン・クラウド・ボーイズ」、ランファーリー率いる「レッド・ゲッコ・トン」、「ブラッド・フェザー・トライアド」などがこの支部を任されている。また同じくサンアンドレアス州のロスサントス、ノースヤンクトンのルーデンドルフなどにも支部を持ち、ロスサントス支部はウェイ・チェンが首領を務めている。1986年にはバイスシティに船で偽札板を運び込むなどしている。
リバティーシティに数多い売人の中にもトライアドのメンバーが何人か存在し、同じ組織のホァンに仲間意識を持って、割と良心的な価格の取引を行っている者がいる。
トライアドの売人はブラックを安売りしブラウンを高価買取する。
ギャングカーは白いストライプの入った紫のHellenbach(夜間は青のネオンライトが点く)。
ヒルサイド・ポッセ（Hillside Posse）
『GTAIV』にも登場したジャマイカ系ギャング。リアル・バッドマンがリーダーである。
グリーンを安売りしブラックを高価買取する。
ギャングカーはManana。
スパニッシュ・ロード（Spanish Lords）
『GTAIV』にも登場するプエルトリコ系ギャング。本編では、マニー・エスクエラのミッションで敵として登場する。また、『グランド・セフト・オート・ザ・バラッド・オブ・ゲイ・トニー』ではドラッグ・ウォーの敵として登場する。
彼らの縄張りはブローカー、ボーハン、アルゴンクイン、オルダニー・シティにあり、登場するストリートギャング中で一番の勢力を誇っている。
ホワイトを安売りしパープルを高価買取する。
ギャングカーはベージュと赤のDukes(夜間は赤のネオンライトが点く)。
ミッドタウン・ギャングスタ（Midtown Gangsters）
『GTAIV』、『GTAV』にも登場する韓国系ギャング。トライアドの傘下に収まっている。キム・ヤングクがリーダーであったが、『GTAIV』でニコに殺害された。ブラウンを安売りしブルーを高価買取する。
ギャングカーはルーフが黒い青のChavos。
メッシーナ・ファミリー（Messina Crime Family）
『GTAIV』にも登場したイタリア系マフィア。ボスはハーヴェイ・ノートである。ガンベッティ・ファミリー、パヴァノ・ファミリー、ルピセラ・ファミリー、アンチェロッティ・ファミリーと並んでコミッションと呼ばれるイタリア系五大ファミリーの一角に数えられており、トライアドと協定を結んでいる。パープルを安売りしホワイトを高価買取する。
ギャングカーはサンルーフ付きのダークグレーのCognoscenti。
マクレリー・ファミリー（Irish American Killers）
『GTAIV』にも登場したパッキー・マクレリーが率いるアイルランド系ギャング。かつては強力な組織だったらしいが今は衰退気味である。
ブルーを安売りしパープルを高価買取する。
ギャングカーは赤いルーフの緑のBobcat。
ザ・ロスト・モーターサイクル・クラブ（The Lost MC）
『GTAIV』、『GTAV』にも登場するデス・エンジェルズと敵対しているバイカーギャング。今作では敵として登場している。ビリー・グレイがリーダーであったが『グランドセフトオートIV・ザ・ロスト・アンド・ダムド』の主人公ジョニー・クレビッツに殺害され、ジョニーがリーダーを務める事になった。しかし、そのジョニーも『GTAV』でトレバーに殺害され、アジトも爆破された為、組織は壊滅状態に陥った。
また、GTAVオンラインでは、キャラクターがMCクラブを作れる
デス・エンジェルズ（Angels of Death）
『グランド・セフト・オートIV・ザ・ロスト・アンド・ダムド』にも登場したバイカーギャング。今作ではメレディスという女性がリーダーを務めている。
ホワイトを安売りしパープルを高価買取する。
ロシアンマフィア（Russian Mafia）
ロシアン・マフィア。『GTAIV』に登場したラスカロフ・ファミリー(前ファウスティン・ファミー)、ペトロヴィッチ・ファミリー、ブルガーリン・ファミリーの内、ラスカロフとブルガーリンは壊滅したため、ペトロヴィッチもしくは壊滅した2つのファミリーの残党が活動しているものと思われる。パープルを安売りしホワイトを高価買取する。
ギャングカーはルーフライト付きの黄色のCavalcade FXT(夜間は黄色のネオンライトが点く)。
ハスラーズ（Hustlers）
『GTAIV』でも登場したアフリカ系ギャング。いくつかの派閥に分かれており、「ノースホーランド・ハスラーズ」、「イーストホーランド・ハスラーズ」などがあるが、イーストホーランド・ハスラーズは『GTAIV』において、ニコによって壊滅させられている。
ブラックを安売りしブルーを高価買取する。
ギャングカーはVooDoo。

## 日本語版の一部規制点
- 麻薬のグラフィックが一部変更されている。「ブラウン」のグラフィックは注射器から包み袋へ、「グリーン」のグラフィックは大麻草からタバコに変更されている。
- 麻薬の単語が隠語になっている。ヘロインの"Heroin"は「ブラウン」、コカインの"Coke"は「ホワイト」、エクスタシーの"Ectasy"は「パープル」、LSDの"Acid"は「ブルー」、大麻の"Weed"は「グリーン」、ダウナーの"Downers"は「ブラック」に変更されている。
- 小ネタとしてチートコードを使えば使うほど「インチキなブタ」や「虚栄のイチモツ」など自分の評価が強制的に下がるようになっている。